# Adama Damballey
Adama Damballey (* 1957 in Gambia) ist ein ehemaliger Ringer aus dem westafrikanischen Staat Gambia. Er nahm an den Olympischen Spielen 1988 in Seoul teil.

## Olympia 1988
Er nahm bei dem Wettbewerb der Ringer in der Kategorie Freistil in der Gewichtsklasse Weltergewicht (bis 74 kg) teil und startete in der Gruppe B. Seinen ersten Kampf gegen Uati Iutaga gewann er. In der zweiten Runde trat sein Gegner nicht an und in der dritten Runde unterlag er Šaban Sejdi. Nach der vierten Runde, gegen den Finnen Pekka Rauhala, war für Damballey nach zwei Niederlagen der Wettbewerb beendet.

## Weblink
- Adama Damballey in der Datenbank von Olympedia.org (englisch)

| Personendaten    | Personendaten     |
| ---------------- | ----------------- |
| NAME             | Damballey, Adama  |
| KURZBESCHREIBUNG | gambischer Ringer |
| GEBURTSDATUM     | 1957              |
| GEBURTSORT       | Gambia            |